# 2252 CERGA
سي إي أر جي أي (ويعرف أيضًا باسم 2252 سي إي أر جي أي وفق تسمية الكوكب الصغير) (بالإنجليزية: CERGA)‏ هو كويكب ضمن حزام الكويكبات؛ وترتيبه 2252 من حيث الاكتشاف.
اكتُشف هذا الجُرم الفلكي بواسطة Kōichirō Tomita ‏ في 1 نوفمبر 1978، وأُطلق عليه هذا الاسم نسبةً إلى مركز بحوث الجيوديناميكا والقياس الفلكي ‏.

## وصلات خارجية
- 2252 CERGA في قاعدة بيانات مختبر الدفع النفاث لأجرام النظام الشمسي الصغيرة

- الاكتشاف · مخطط المدار ·  العناصر المدارية · المعلمات المادية

- 2252 CERGA على موقع ويكي سكاي: DSS2, SDSS, GALEX, IRAS, Hydrogen α, X-Ray, Astrophoto, Sky Map, Articles and images